# Synallaxe à queue pâle
Asthenes huancavelicae
Espèce
Synonymes
- Asthenes d'orbignyi huancavelicae Morrison, 1938 (protonyme)

Statut de conservation UICN

 LC  : Préoccupation mineure
Le Synallaxe à queue pâle (Asthenes huancavelicae) est une espèce d'oiseaux de la famille des Furnariidae, autrefois considéré comme une sous-espèce du Synallaxe de d'Orbigny (Asthenes dorbignyi).

## Répartition
Cette espèce vit dans le centre-Sud du Pérou.

## Liste des sous-espèces
Selon le Congrès ornithologique international et Alan P. Peterson il existe deux sous-espèces :
- Asthenes huancavelicae usheri Morrison, 1947, dans l'Apurímac ;
- Asthenes huancavelicae huancavelicae Morrison, 1938, dans l'Ancash, l'Huancavelica et l'Ayacucho.